# Anh Ngọc (nhà thơ)
Anh Ngọc (tên khai sinh là Nguyễn Đức Ngọc, sinh năm 1943) là nhà thơ Việt Nam, được tặng Giải thưởng Nhà nước về Văn học Nghệ thuật năm 2012. Ông là Đại tá Quân đội nhân dân Việt Nam.  

## Tiểu sử
Anh Ngọc, tên khai sinh là Nguyễn Đức Ngọc, sinh ngày 1 tháng 8 năm 1943 tại xã Nghi Trung, huyện Nghi Lộc, tỉnh Nghệ An.   
Năm 1964, Anh Ngọc tốt nghiệp khoa Ngữ văn trường Đại học Tổng hợp Hà Nội rồi về làm công tác giảng dạy ở trường Trung cấp Thương nghiệp Thanh Hóa (1964-1967), sau đó là trường Đại học Thương nghiệp Hà Nội (1967-1971). Năm 1971, ông nhập ngũ, làm chiến sĩ Đại đội 4, Trung đoàn 132, Bộ Tư lệnh Thông tin liên lạc, trực tiếp tham gia chiến đấu tại mặt trận Quảng Trị năm 1972. Từ năm 1973 đến 1979, ông là phóng viên, biên tập viên báo Quân đội nhân dân, tham gia Chiến dịch Mùa xuân 1975 ở cực Nam Trung Bộ, ở biên giới phía Nam (1979) và biên giới phía Bắc (1979). Từ 1979, ông là biên tập viên và cán bộ sáng tác của tạp chí Văn nghệ quân đội. Ông nghỉ hưu từ 2008 với quân hàm Đại tá, sống tại Hà Nội.
Ông là đảng viên Đảng Cộng sản Việt Nam; hội viên Hội Nhà văn Việt Nam từ năm 1980.

## Sự nghiệp
Từ khi chuyển sang làm việc ở tạp chí Văn nghệ Quân đội, Anh Ngọc sáng tác rất khỏe. Với thơ là: “Hương đất màu cờ” (1977); “Ngàn dặm và một bước” (1984); “Thơ tình rút từ nhật ký” (1993); “Một con mèo nằm ngủ trên ngực tôi” (1997); “Thị Mầu” (2000); “Mạnh hơn tuyệt vọng” (2001); “Thơ với tuổi thơ” (2003); “Gửi lại thời gian” (2008). Đặc biệt với thể loại trường ca, ông tỏ ra rất sung sức: “Sông Mê Kông bốn mặt” (1988); “Điệp khúc vô danh” (1993); “Sông núi trên vai” (1995). Với bút ký và tùy bút là: “Ba cuộc đời một trái bóng” (1988); “Nhớ thế kỷ 20” (2004); “Trò chuyện với mưa xuân” (2011); “Trời xanh trên cỏ xanh” (2012)… Ngoài sáng tác, ông còn có khả năng dịch thuật. Anh Ngọc đã dịch thành công tác phẩm "Những kẻ tủi nhục" của nhà văn Nga cổ điển Ph.Dostoyevsky; "Độc thoại của Marilyn Monroe" (thơ của nhiều tác giả)...
Đến nay, ông đã xuất bản 6 tập thơ, 4 tập trường ca; 4 tập ký và tùy bút; 3 tập phê bình, tiểu luận, tạp bút và 2 tập dịch thuật.
Anh Ngọc đã có một số tác phẩm được chọn đưa vào sách giáo khoa phổ thông: trước đây, là tác phẩm dịch của ông được chọn in trong sách Ngữ văn lớp 12 (năm 1992); hiện tại (năm học 2022 – 2023) một sáng tác của ông là bài thơ “Một con mèo nằm ngủ trên ngực tôi” được chọn in trong sách Ngữ văn lớp 7.
Ông đã giành được nhiều giải thưởng về văn học và dịch thuật của: Báo Văn nghệ (1972-1973; 1975); Tạp chí Văn nghệ quân đội (1979); Tạp chí Văn học nước ngoài, Hội Nhà văn Việt Nam (1996); Hội Nhà văn ba nước Đông Dương (2009).
Năm 2012, ông được tặng Giải thưởng Nhà nước về Văn học Nghệ thuật với cụm tác phẩm: Ngàn dặm và một bước (tập thơ); Sông Mê Kông bốn mặt (trường ca).

## Tác phẩm chính

### Thơ
- Hương đất màu cờ (1977)
- Ngàn dặm và một bước (1984)
- Thơ tình rút từ nhật ký (1993)
- Một con mèo nằm ngủ trên ngực tôi (1997)
- Thi Mầu (2000)
- Mạnh hơn tuyệt vọng (2001)
- Thơ Anh Ngọc (2003)
- Gửi lại thời gian (2008)

### Trường ca
- Sông Mê Công bốn mặt (1988)
- Điệp khúc vô danh (1993)
- Sông núi trên vai (1995)
- Anh Ngọc – Trường ca (2008).

### Ký và tùy bút
- Ba cuộc đời một trái bóng (1986)
- Nhớ thế kỷ hai mươi (2004)

### Tiểu luận phê bình, tạp bút
- Từ thơ đến thơ (2000)
- Hồn thơ thế kỷ (2001)
- Chuyện thơ (2007)
- Trò chuyện với mưa xuân (2011)
- Trời xanh trên cỏ (tùy bút, tạp văn, thơ, 2012).

### Dịch thuật
- Những kẻ tủi nhục (tiểu thuyết của Ph. Đôxtôiepxki)
- Độc thoại của Marilyn Monroe (thơ của nhiều tác giả).

Nguồn: 

## Vinh danh
- Giải thưởng Nhà nước về Văn học Nghệ thuật năm 2012.

### Giải thưởng văn học[1]
- Giải nhì cuộc thi thơ năm 1972-1973 của Báo Văn nghệ.
- Giải A cuộc thi thơ năm 1975 của Báo Văn nghệ.
- Tặng phẩm thơ hay năm 1979 của Tạp chí Văn nghệ quân đội.
- Tặng phẩm thơ dịch hay năm 1996 của Tạp chí Văn học nước ngoài, Hội Nhà văn Việt Nam.
- Giải thưởng Văn học “Sông Mê Kông” lần thứ hai của Hội Nhà văn ba nước Đông Dương, 2009.